# DFL-Supercup
La Supercoppa di Germania, ufficialmente Franz Beckenbauer Supercup, è un trofeo calcistico a partita unica conteso dalla vincitrice della Bundesliga e quella della Coppa di Germania, disputatosi in forma ufficiale a cura della Federazione calcistica della Germania dal 1987 al 1996 e nuovamente dal 2010 sotto gestione della Lega.
A differenza delle altre supercoppe delle Federazioni calcistiche europee, in quella tedesca se persiste la parità dopo i tempi regolamentari l'incontro è deciso direttamente dai tiri di rigore, come già avviene nella Supercoppa d'Inghilterra e nella Supercoppa Italiana.

## Storia
Dopo tre edizioni non ufficiali giocate nel 1940, nel 1976 e nel 1982, la competizione viene ufficialmente istituita dal DFB nel 1987. A dieci anni di distanza, nel 1997 la DFL-Supercup è soppressa e sostituita dalla più articolata Coppa di Lega tedesca.
Nel 2008, sebbene non riconosciuta dalla Federcalcio teutonica, la Supercoppa di Germania è ripristinata ufficiosamente in sostituzione proprio della DFL-Ligapokal, annullata a causa della sovrapposizione con la fase finale di Euro 2008; l'incontro, disputato a Dortmund il 24 luglio di quell'anno tra il Bayern Monaco (vincitore della Bundesliga) e il Borussia Dortmund (finalista in Coppa di Germania), vede trionfare quest'ultimo per 2-1. Nel 2009, con la Coppa di Lega nuovamente annullata, si tiene un'altra edizione non ufficiale della Supercoppa, sponsorizzata dalla Volkswagen e denominata Volkswagen Supercup; la gara, giocata il 21 luglio a Wolfsburg, vede la vittoria per 2-1 del Werder Brema, detentore della Coppa di Germania, sui campioni nazionali del Wolfsburg.
Il 10 novembre 2009 la DFB, al termine della riunione annuale tenutasi a Francoforte, stabilisce la reintroduzione della Supercoppa di Germania, nonché la definitiva soppressione della DFL-Ligapokal, a partire dalla stagione 2010-2011; la prima edizione della ripristinata competizione – a distanza di quattordici anni dall'ultima edizione ufficiale – è disputata il 7 agosto 2010 ad Augusta da Bayern Monaco e Schalke 04, ed è vinta dai bavaresi.
Il 5 agosto 2017 il Bayern Monaco prevale sul Borussia Dortmund ai tiri di rigore e conquista la sua sesta supercoppa, diventando il club più titolato della competizione, primato consolidato con il successo del 2018 ai danni dell'Eintracht Francoforte, del 2020 e 2021, sempre contro i gialloneri, e del 2022 contro il RB Lipsia, il quale trionfa per la prima volta nel 2023 proprio contro i bavaresi.
Il 17 agosto 2024 il Bayer Leverkusen vince il suo primo titolo ai tiri di rigore contro lo Stoccarda. A partire dall'edizione 2025 la competizione è intitolata a Franz Beckenbauer, storico difensore del calcio tedesco scomparso l'anno precedente.

## Albo d'oro
| Edizione | Vincitore (volta)     | Data         | Bundesliga        | DFB-Pokal             | Risultato           | Sede                                 |
| -------- | --------------------- | ------------ | ----------------- | --------------------- | ------------------- | ------------------------------------ |
| 1987     | Bayern Monaco (1)     | 28 luglio    | Bayern Monaco     | Amburgo               | 2-1                 | Waldstadion, Francoforte             |
| 1988     | Werder Brema (1)      | 20 luglio    | Werder Brema      | Eintracht Francoforte | 2-0                 | Waldstadion, Francoforte             |
| 1989     | Borussia Dortmund (1) | 25 luglio    | Bayern Monaco     | Borussia Dortmund     | 3-4                 | Fritz-Walter-Stadion, Kaiserslautern |
| 1990     | Bayern Monaco (2)     | 21 luglio    | Bayern Monaco     | Kaiserslautern        | 4-1                 | Wildparkstadion, Karlsruhe           |
| 1991     | Kaiserslautern (1)    | 6 agosto     | Kaiserslautern    | Werder Brema          | 3-1                 | Niedersachsenstadion, Hannover       |
| 1992     | Stoccarda (1)         | 11 agosto    | Stoccarda         | Hannover 96           | 3-1                 | Niedersachsenstadion, Hannover       |
| 1993     | Werder Brema (2)      | 1º agosto    | Werder Brema      | Bayer Leverkusen      | 2-2 (dts) (5-3 dtr) | Ulrich-Haberland-Stadion, Leverkusen |
| 1994     | Werder Brema (3)      | 7 agosto     | Bayern Monaco     | Werder Brema          | 1-3 (dts)           | Olympiastadion, Monaco di Baviera    |
| 1995     | Borussia Dortmund (2) | 5 agosto     | Borussia Dortmund | Borussia M'gladbach   | 1-0                 | Rheinstadion, Düsseldorf             |
| 1996     | Borussia Dortmund (3) | 5 agosto     | Borussia Dortmund | Kaiserslautern        | 3-0                 | Carl-Benz-Stadion, Mannheim          |
| 2010     | Bayern Monaco (3)     | 7 agosto     | Bayern Monaco     | Schalke 04            | 2-0                 | Impulse Arena, Augusta               |
| 2011     | Schalke 04 (1)        | 23 luglio    | Borussia Dortmund | Schalke 04            | 1-1 (dts) (4-5 dtr) | Veltins-Arena, Gelsenkirchen         |
| 2012     | Bayern Monaco (4)     | 12 agosto    | Borussia Dortmund | Bayern Monaco         | 0-1                 | Allianz Arena, Monaco di Baviera     |
| 2013     | Borussia Dortmund (4) | 27 luglio    | Bayern Monaco     | Borussia Dortmund     | 2-4                 | Signal Iduna Park, Dortmund          |
| 2014     | Borussia Dortmund (5) | 13 agosto    | Bayern Monaco     | Borussia Dortmund     | 0-2                 | Signal Iduna Park, Dortmund          |
| 2015     | Wolfsburg (1)         | 1º agosto    | Bayern Monaco     | Wolfsburg             | 1-1 (dts) (3-5 dtr) | Volkswagen-Arena, Wolfsburg          |
| 2016     | Bayern Monaco (5)     | 14 agosto    | Bayern Monaco     | Borussia Dortmund     | 2-0                 | Signal Iduna Park, Dortmund          |
| 2017     | Bayern Monaco (6)     | 5 agosto     | Bayern Monaco     | Borussia Dortmund     | 2-2 (dts) (5-4 dtr) | Signal Iduna Park, Dortmund          |
| 2018     | Bayern Monaco (7)     | 12 agosto    | Bayern Monaco     | Eintracht Francoforte | 5-0                 | Commerzbank-Arena, Francoforte       |
| 2019     | Borussia Dortmund (6) | 3 agosto     | Bayern Monaco     | Borussia Dortmund     | 0-2                 | Signal Iduna Park, Dortmund          |
| 2020     | Bayern Monaco (8)     | 30 settembre | Bayern Monaco     | Borussia Dortmund     | 3-2                 | Allianz Arena, Monaco di Baviera     |
| 2021     | Bayern Monaco (9)     | 17 agosto    | Bayern Monaco     | Borussia Dortmund     | 3-1                 | Signal Iduna Park, Dortmund          |
| 2022     | Bayern Monaco (10)    | 30 luglio    | Bayern Monaco     | RB Lipsia             | 5-3                 | Red Bull Arena, Lipsia               |
| 2023     | RB Lipsia (1)         | 12 agosto    | Bayern Monaco     | RB Lipsia             | 0-3                 | Allianz Arena, Monaco di Baviera     |
| 2024     | Bayer Leverkusen (1)  | 17 agosto    | Bayer Leverkusen  | Stoccarda             | 2-2 (4-3 dtr)       | BayArena, Leverkusen                 |
| 2025     | Bayern Monaco (11)    | 16 agosto    | Bayern Monaco     | Stoccarda             | 2-1                 | MHPArena, Stoccarda                  |

## Vittorie e sconfitte per squadra
Sono incluse solo le edizioni ufficiali della Supercoppa.
| Squadra               | Vittorie | Sconfitte | Anni vittorie                                                    | Anni sconfitte                           |
| --------------------- | -------- | --------- | ---------------------------------------------------------------- | ---------------------------------------- |
| Bayern Monaco         | 11       | 7         | 1987, 1990, 2010, 2012, 2016, 2017, 2018, 2020, 2021, 2022, 2025 | 1989, 1994, 2013, 2014, 2015, 2019, 2023 |
| Borussia Dortmund     | 6        | 6         | 1989, 1995, 1996, 2013, 2014, 2019                               | 2011, 2012, 2016, 2017, 2020, 2021       |
| Werder Brema          | 3        | 1         | 1988, 1993, 1994                                                 | 1991                                     |
| Kaiserslautern        | 1        | 2         | 1991                                                             | 1990, 1996                               |
| Stoccarda             | 1        | 2         | 1992                                                             | 2024, 2025                               |
| Schalke 04            | 1        | 1         | 2011                                                             | 2010                                     |
| RB Lipsia             | 1        | 1         | 2023                                                             | 2022                                     |
| Bayer Leverkusen      | 1        | 1         | 2024                                                             | 1993                                     |
| Wolfsburg             | 1        | 0         | 2015                                                             | -                                        |
| Eintracht Francoforte | 0        | 2         | -                                                                | 1988, 2018                               |
| Amburgo               | 0        | 1         | -                                                                | 1987                                     |
| Hannover 96           | 0        | 1         | -                                                                | 1992                                     |
| Borussia M'gladbach   | 0        | 1         | -                                                                | 1995                                     |